# Константин Ольшанский (десантный корабль)
«Константин Ольшанский» (укр. Костянтин Ольшанський), ранее БДК-56 — большой десантный корабль проекта 775. Является многопалубным, плоскодонным десантным кораблём внутренней морской зоны с полубаком и расширенной кормовой надстройкой.
Назван в честь Героя Советского Союза Константина Ольшанского, командира отряда из 68 десантников, освобождавших город Николаев от немецко-фашистских захватчиков.

## История службы
Заложен и построен в 1985 году на польской верфи «Северная верфь» в Гданьске.
Вошёл в состав 39-й дивизий морских десантных сил с базированием на Донузлав.
С 1985 по 1996 годы входил в состав Черноморского флота СССР, выполнял задания по отработке высадки десанта и нёс службу в Средиземном море.
В конце 1993 — начале 1994 годов принимал участие вместе с другими кораблями бывшего Черноморского флота СССР по эвакуации беженцев из зоны грузино-абхазского конфликта. По словам корабельного медика, Михаила Корпана, за время эвакуации кораблю удалось вывезти более 4 тысяч человек, среди которых большинство пострадало от огнестрельных ранений, а многие беженцы были в критическом состоянии.
Во время проведения эвакуационной миссии «Константин Ольшанский» и ещё один корабль БДК-69 (проект 1171) подверглись нападению нескольких вооружённых катеров ВМС Абхазии. Командир «Ольшанского» принял решение идти на боковой курс и подготовить орудия к стрельбе, однако соседний корабль МДК-123 проекта 1232.2 «Зубр» пришёл на помощь и огнём из установки АК-630М потопил один из катеров, сумев отбросить силы противника.
22 марта 2011 года корабль прибыл в Ливию, где разгоралась гражданская война, для эвакуации граждан Украины. На борт были приняты 193 человека, из них 85 граждан Украины и 108 граждан 14 других стран мира. 4 апреля корабль прибыл на Мальту, где были высажены 79 человек. 11 апреля корабль прибыл в Севастополь, доставив туда граждан Украины и стран СНГ.
Во время аннексии Крыма Российской Федерацией, в ночь на 6 марта 2014 года оказался заблокированным вместе с ещё 6 боевыми кораблями ВМС Украины в заливе Донузлав, в результате затопления моряками Черноморского Флота ВМФ России нескольких списанных кораблей, в том числе большого противолодочного корабля «Очаков».
Статус с 2014 года
24 марта 2014 года «Константин Ольшанский» был захвачен российскими военнослужащими, на корабле поднят Андреевский флаг. По сообщению украинских СМИ, экипажем была выведена из строя двигательная установка и электронное оборудование.
В октябре 2014 года «Константин Ольшанский» переведён на стоянку в базу Черноморского флота в городе Севастополь.
В 2015 году представители России заявляла о готовности вернуть Украине «Константина Ольшанского» в числе прочих оставшихся в Крыму кораблей, называя условием этого достижение мира в Донбассе.
По данным на 2022 год, корабль украинской стороне возвращён не был, но и в состав Черноморского флота России официально не вводился.

## Командиры корабля
- капитан 2-го ранга Савченко Георгий Николаевич — 1996—1998 гг.;
- капитан 2-го ранга Гречухин Олег Валентинович — 1998—1999 гг.;
- капитан 1-го ранга Елисеев Сергей Станиславович— 1999—2001 гг.;
- капитан 2-го ранга Деренский Дмитрий Георгиевич — 2001—2005 гг.;
- капитан 2-го ранга Гладкий Роман Николаевич[укр.] — 2005—2009 гг.;
- капитан 2-го ранга Доскато Алексей Олегович[укр.];
- капитан 2-го ранга Марчишин Виктор Тимофеевич;
- капитан 2-го ранга Коваленко, Дмитрий Анатольевич